# Земельный суд Инсбрука
Земельный суд Инсбрука (нем. Landesgericht Innsbruck (LG Innsbruck)) — государственный региональный суд компетентной юрисдикции федеральной земли Тироль. Суд расположен в городе Инсбрук.
Адрес суда: 6020 Инсбрук, Максимилианштрасе, 4, тел. +43 5 76014 342.
Географические координаты Земельного суда Инсбрука: 47°15′45″ с. ш. 11°23′30″ в. д.
Руководство суда (2016):
- Председатель земельного суда — Доктор Герхард Зальхер;
- заместитель председателя суда — Доктор Вольфганг Лоренци;
- заместитель председателя суда — Доктор Андреас Штуттер;
- администратор суда — Вернер Феттнер.

## Полномочия суда
Земельный суд Инсбрука является судом региональной инстанции и  рассматривает уголовные и гражданские дела, поступающих от 13, существующих в настоящее время, районных судов Тироля. Он также рассматривает гражданские правовые отношения (за редкими исключениями) с суммами спора более 15000 евро. Кроме того, Земельный суд Инсбрука, рассматривает апелляции на постановления районных судов Тироля, а также рассматривает дела по трудовому и социальному законодательству Австрии в федеральной земле Тироль независимо от суммы спора. Ведение реестра всех компаний, созданных в Тироле, также является прерогативой для Земельного суда Инсбрука.
Территориальная юрисдикция Земельного суда Инсбрука охватывает всю федеральную землю Тироль. Вышестоящим судом для него является Высший земельный суд Инсбрука.
⇑

## Здание суда
Земельный суд Инсбрука в настоящее время располагается в здании на Максимилианштрасе, 4.
Земельный суд Инсбрука занимает первые 8 этажей 12-этажного монолитного дома на Максимилианштрасе 4, в котором находится также Высший земельный суд Инсбрука (Апелляционный суд Инсбрука), и первый этаж старого здания суда на Шмерлингштрасе нем. Schmerlingstraße.
Здание на Максимилианштрасе, 4 (нем. Maximilianstraße 4)
- Цокольный этаж: входной контроль, судебные сервисные центры, служба земельного суда по приёму исковых заявлений, туалет со всеми удобствами
- Первый этаж: залы судебных заседаний и депозитарный; адвокатские офисы
- Второй этаж: залы судебных заседаний, регистрация компаний, правовой департамент, копировальный центр, бухгалтерия, приём платежей
- Третий этаж: зал заседаний, департамент по трудовым и социальным спорам, судопроизводство по трудовому праву и социальному обеспечению
- Пятый этаж: зал суда, видео-конференц-зал
- Шестой этаж: департаменты по гражданскому и хозяйственному праву, отдел апелляции по гражданским делам земельного суда Инсбрука
- Седьмой этаж: департамент банкротства земельного суда Инсбрука
- Восьмой этаж: председатель земельного суда Инсбрука, приёмная и канцелярия земельного суда Инсбрука, Высший земельный суд Инсбрука (Апелляционный суд Инсбрука)

Старое здание суда на Шмерлингштрасе, 1 (нем. Schmerlingstraße 1)
- Цокольный этаж: зал судебных заседаний
- Первый этаж: залы судебных заседаний, департаменты по уголовным делам земельного суда Инсбрука; апелляционный департамент по уголовным делам земельного суда Инсбрука; департаменты прокуратуры Инсбрука
- Первый и второй этажи: Верховный прокурор и прокурор Инсбрука

Для людей с ограниченными физическими возможностями предусмотрена возможность пользоваться лифтом.
⇑

## История
Формирование суда
Строительство
Земельный суд Инсбрука был построен с 1883 по 1887 гг. по планам технического отдела Министерства внутренних дел во главе с советником Йозеф Риттер фон Винтерхальдер. Здание суда было сильно повреждено во время воздушного налета 16 декабря 1944 года и реконструировано после 1945 года. Затем была расширена южная сторона за счёт разрушения тюрьмы. В 1973 году на участке было возведено новое здание Дворца правосудия.
⇑

## Доказательства и источники
- Австрийская информационная система Rechtsinformationssystem des Bundes (RIS)  (нем.)
- Исторические законы и нормативные акты ALEX Historische Rechts- und Gesetzestexte Online  (нем.)
- Географические справочники, 1903÷1908 GenWiki  (нем.)
- Географические справочники GenWiki  (нем.)
- Австрия GenWiki  (нем.)
- Региональный научно-исследовательский портал GenWiki  (нем.)

⇑

## Внешние ссылки
- Немецко-русский переводчик, Google
- Земельный суд Инсбрука на веб-сайте Министерства юстиции Австрии  (нем.)
- Географические координаты Земельного суда Инсбрука: 47°15′45″ с. ш. 11°23′30″ в. д.HGЯO

## Лицензия
- Лицензия: Namensnennung 3.0 Österreich (CC BY 3.0 AT)  (нем.)